# ヒシ

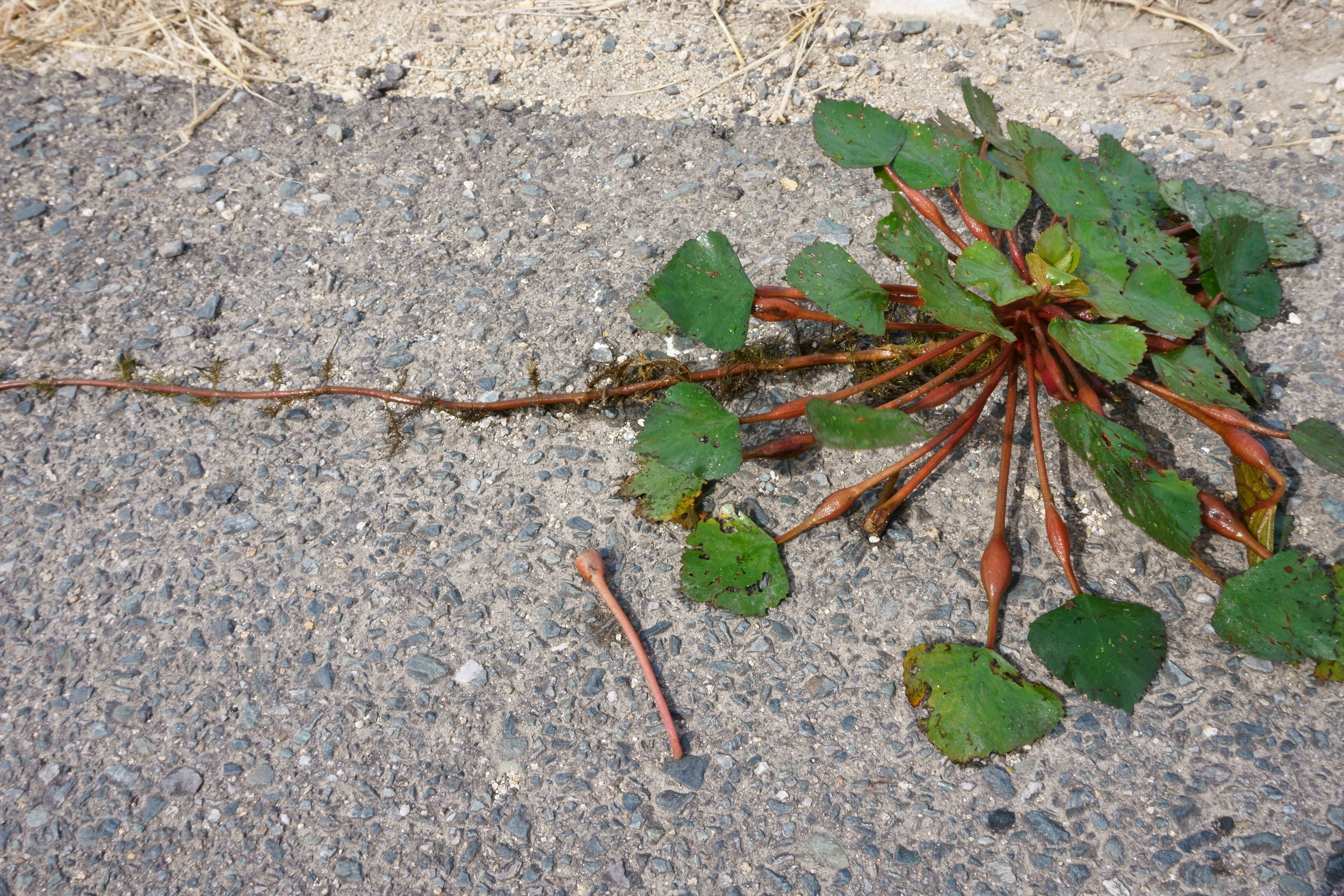
ヒシの全体

ヒシ（菱、学名: Trapa jeholensis）はミソハギ科ヒシ属の一年草の水草。池沼に生え、葉が水面に浮く浮葉植物。種子は食用にされる。別名や地方名で、オニコ、オニノカワラ、ツノジ、ヘシ、フシ、ヌマビシ、ミズグリなどともよばれる。

## 特徴
一年生の水草で、水深2メートル (m) ぐらいの池や沼に自生する、春になると前年に水底に沈んだ種子から発芽して根をおろし、茎が水中で長く伸びはじめ、水面に向かって伸びる。茎はよく枝分かれして、節ごとに水中根を出し、葉柄を伸ばして水面に葉を叢生する。
葉は互生で、茎の先端に集まってつき、長さ3 - 5センチメートル (cm) ほどの三角状の菱形で水面に放射状に広がり、一見すると輪生状に広がるように見える（浮葉植物）。上部の葉縁に三角状のぎざぎざ（鋸歯）がある。葉柄は外側の葉ほど長く、葉が重ならないようになっている。葉の裏や葉柄には、長い軟毛が生えている。葉柄の中央部には紡錘形のふくらみがあって、内部がスポンジ状の浮きとなる。その点でホテイアオイに似るが、水面から葉を持ち上げることはない。また、完全な浮き草ではなく、長い茎が池の底に続いている。茎の長さは水深により変化するが2メートル (m) 程度である。
花は両性花で、夏から秋の7 - 10月にかけて、葉のわきから伸びた花柄が水面に顔を出して、花径約1センチメートル (cm) の白色または淡紅色の小さな花が咲く。花は一日花（主に花は日中に開き夜に閉じる）。萼、花弁、雄蕊は各4個で子房は半下位。
花が終わると、胚珠は2個あるが一方だけが発育し、水中で結実して幅約3 - 4 cmの果実となる。胚乳はなく、子葉の一方だけが大きくなってデンプンを蓄積し食用になる。果実は堅く、横から見ると菱形で両端に逆向きの2本の鋭い刺（とげ。がくに由来）がある。秋に熟して黒くなった果実は、水底に沈んで冬を越す。
菱形とはヒシにちなむ名だが、葉によるのか実によるのか両説ありはっきりしない。

## 分布域・生育地
日本では北海道、本州、四国、九州の全国各地のほか、朝鮮半島、中国、台湾、ロシアのウスリー川沿岸地域などにも分布する。平地のため池、沼、湖などに多く群生し、水面を埋め尽くすように覆う。
猛暑の際などに大量に繁茂して問題になることがある。1998年には篠山城北堀で異常繁殖して約400トンのヒシが除去された。

## 近縁種
近縁種としてオニビシとヒメビシがある。ヒシの果実のとげは4つの萼片のうち2つが発達したもの（通常残りの顎片は脱落）だが、ヒメビシの果実には上向きのとげが2本と下向きのとげが2本、オニビシの果実には下向きのとげが4個ある。実用性は乏しいと思われるが、忍者が追手の追撃をかわすために撒くまきびし（撒菱）には、これらが用いられる。オニビシもヒシと同様に果実を食用にできる。

## 利用

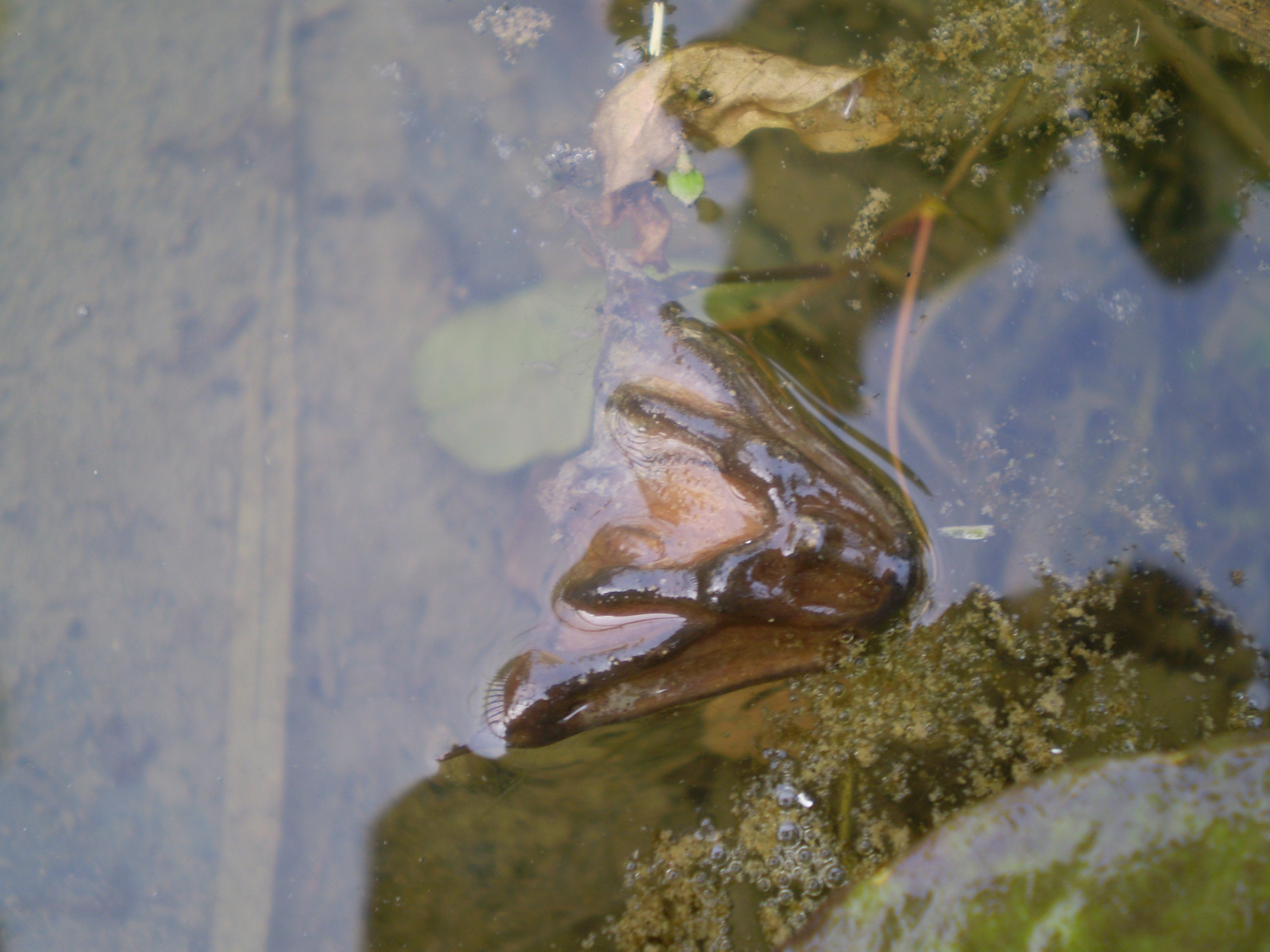
ヒシの実

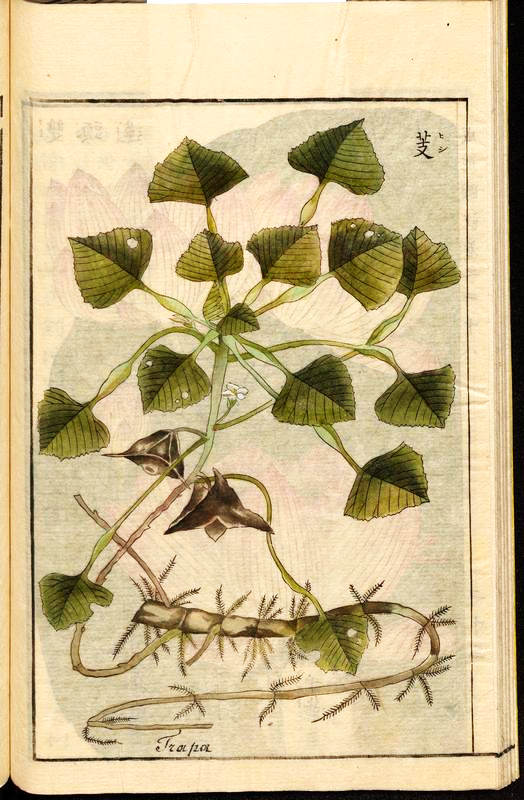
江戸時代の農業百科事典『成形図説』（1804）

### 食用
食用とする実の採取時期は、暖地が10月ごろ、寒冷地は9 - 10月ごろとされ、棒などでヒシを引き寄せてとげに注意して果実をもぎ取る。果実は熟した黒褐色のものでも、緑色の未熟なものでも食べられる。ヒシの実は菱栗または沼栗ともよばれ、生食もできるが、ふつう塩ゆでするか蒸して鬼皮の部分をナイフを入れて皮を剥き、食べるとクリのような味がする。また、天ぷら、甘煮、炒め物、茶碗蒸しの具、ヒシご飯、野菜サラダなどに利用できる。未熟の果実は、渋みがなく殻が楽にむけて生食できる。砂糖煮にすると保存することができる。実を乾燥・焙煎し粉砕したものを湯で抽出もしくは煮出し、茶（茶外茶。「ヒシ茶」「ヒシの実茶」で流通されることが多い）として飲まれている。また救荒植物としても利用される。
日本では、縄文人の食料だったといわれ、霊亀3年（717年）10月に武蔵国策覃郡（埼玉郡）から菱子が納められたことを記した木簡が平城京の長屋王邸跡で見つかっている。
アイヌ民族はヒシの実を「ペカンペ」と呼び、湖畔のコタンの住民にとっては重要な食糧または薬とされていた。北海道東部、釧路川流域の塘路湖沿岸では、住民がヒシの恵みに感謝する「ベカンベカムイノミ（菱の実祭り）」という収穫祭が行われていた。
佐賀県神埼市では、地元産の菱を使って焼酎が作られている。
ヒシの果実にはでん粉 (Hizukuri et al.) が約52%程含まれており、ブドウ糖、タンパク質、カルシウム、ビタミン類が豊富に含まれている。薬膳としては、健胃、滋養、強壮、消化促進などの作用があるとされる。

### 兵法
オニビシやヒメビシの実を乾燥させたものは撒菱として忍者が追手の足を止める小道具になる。竹筒に入れて携行し、逃走する際にばら撒くことで、実際に踏みつけなくても「この先にもあるかもしれない」ということで足を鈍らせる心理的効果がある。また、入れた竹筒を敵の顔面に振って打ち付けて直接武器として使うこともできる。さらには長時間潜伏する際の非常食ともなった。もっともこれらは万川集海などに記されたり、口伝で伝えられてきたもので、実際にそのように使用されたという記録はない。

### 薬効
局方・タンニン酸と一致する成分が含まれ抗トリプシン作用を示す。
西九州大学の研究でヒシの皮の抽出物には脂肪の吸収や血圧上昇を防ぐ作用があることが発見されている。有効成分はヒシポリフェノールであり、その主要成分はオイゲニイン、1,2,3,6-テトラ-O-ガロイル-β-D-グルコピラノース、Trapainとされる。Trapainはヒシから見つかった加水分解性のタンニンである。

## 文学
万葉名は菱といい、万葉集の歌の中にも柿本人麻呂や、海女によって詠まれている。どちらも、ヒシを摘んで袖を濡らしたときの情景が詠まれている。